# P-35 (Radargerät)

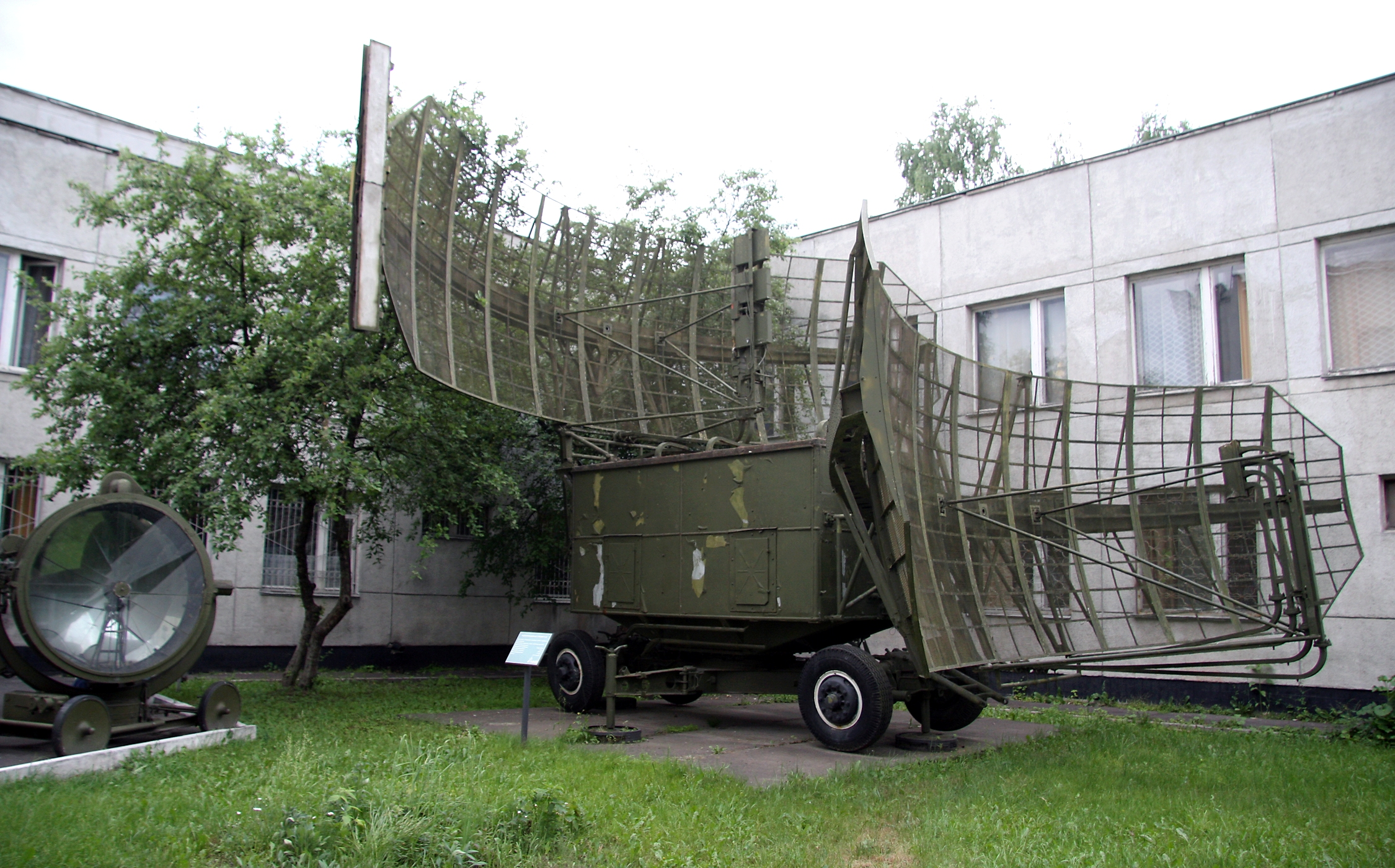
Sende-/Empfangskabine der P-35 im Luftverteidigungsmuseum bei Moskau, gut zu erkennen: die vier Hohlleiter zu den Strahlern der unteren Antenne

P-35 war die Kurzbezeichnung eines 2D-Radargerätes für Rundumsuche aus sowjetischer Produktion mit dem russischen Codenamen „Saturn“ (kyrillisch: П–35 «Сатурн»).

## Entwicklung
Der Hersteller war das Kombinat „LEMS“ (russisch НПО „Лианозовский электромеханический завод“, Elektromechanisches Werk Lianosowo), die Herstellerbezeichnung 1RL110 sowie die NATO-Bezeichnung „Bar Lock“. Die Bezeichnung der Radarfamilie (Radarklasse) lautete „Drainage“ (kyrillisch: «Дренаж»). Die P-35 wurde etwa 1958 in die Truppe eingeführt und wurde auch in der ehemaligen NVA bei den Funktechnischen Truppen für die Luftraumaufklärung und Jägerleitung verwendet. Die Besatzung dieses Aufklärungsradars bestand aus 6 bis 8 Personen.
Die P-35 wurde aus dem Vorgängermodell P-30 entwickelt. Die Sende-/Empfangskabine wurde auf der Lafette einer 100-mm-Flak montiert. Durch das neue Drehmeldesystem wurde eine Seitenwinkelgenauigkeit von 6 Winkelminuten bei der Drehung erreicht. Die P-35 konnte taktisch verlegt werden. Bei einer trainierten Mannschaft aus 8 Personen betrug die Normzeit für die Herstellung der Verlegebereitschaft 12 Stunden.
Auf die typische V-beam-Stellung der beiden Antennen der P-30 zur Höhenbestimmung wurde bei der P-35 verzichtet. Beide Parabolantennen wurden in eine waagerechte Position gebracht. Die obere Antenne erhielt zwei Hornstrahler, die untere Antenne vier. Alle sechs Frequenzen wurden in je einem unterschiedlichen Höhenwinkel ausgestrahlt. Insgesamt wurden die Höhenwinkel von 0° bis +28° abgedeckt. Die beiden Parabolspiegel konnten mechanisch in der Höhe verstellt werden und so das Antennendiagramm dem Gelände (Deckungswinkel) angepasst werden. Eine grundsätzliche Höhenbestimmung war möglich, indem einzelne Empfänger kurzzeitig abgeschaltet wurden. So konnte derjenige Sender ermittelt werden, der das Zielzeichen auf dem Bildschirm darstellte. In der praktischen Arbeit wurde das jedoch selten durchgeführt, da diese Prozedur einfach zu zeitaufwändig war.
| Technische Daten P-35 „Bar Lock“ | Technische Daten P-35 „Bar Lock“ |
| -------------------------------- | -------------------------------- |
| Frequenzbereich                  | 2,7 – 3,3 GHz                    |
| Pulswiederholzeit                |                                  |
| Pulswiederholfrequenz            | 375 Hz                           |
| Sendezeit (PW)                   | 1,5 oder 4,5 µs                  |
| Empfangszeit                     |                                  |
| Totzeit                          |                                  |
| Pulsleistung                     | 6 mal je 700 kW                  |
| Durchschnittsleistung            | 6 mal je 700 W                   |
| angezeigte Entfernung            | bis 350 km                       |
| Entfernungsauflösung             |                                  |
| Öffnungswinkel                   | 2°                               |
| Trefferzahl                      | > 8                              |
| Antennenumlaufzeit               | 10 oder 20 s                     |

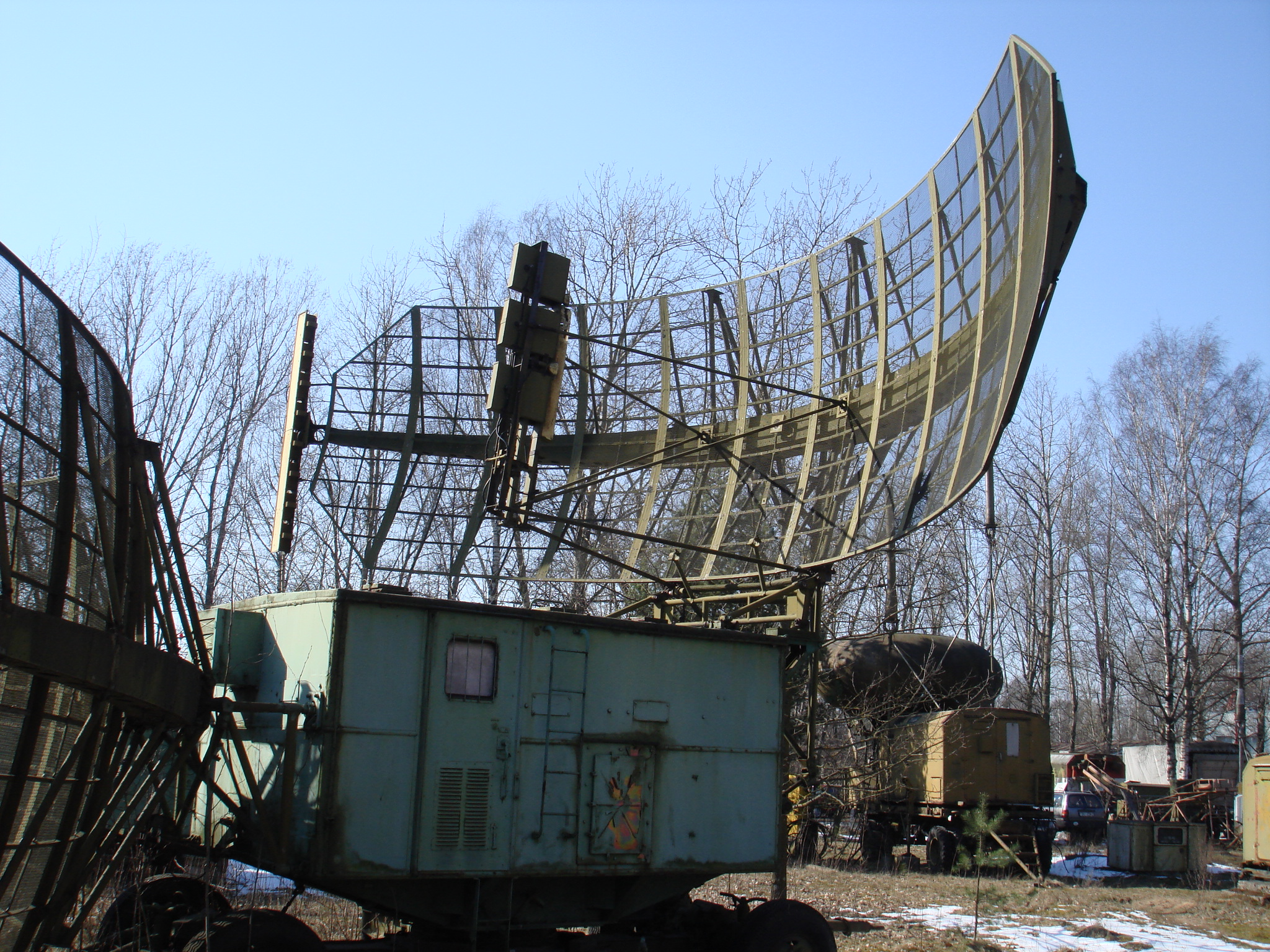
P-35 Radar in Lettland

Von der P-35 gab es insgesamt vier Modernisierungen (P-35M, P-35M2, P-35M3, P-35M4), bevor die Modernisierungen zu dem neuen Radargerät P-37 führten. Von den 6 Sendern wurden in das weiterentwickelte Modell nur 5 übernommen. Anstelle des 6. Senders mit der niedrigsten Frequenz wurde in der Sende-/Empfangskabine der P-37 das System „Aktive Antwort“ eingebaut, ein spezielles Sekundärradar, dass zur Führung der neuen MiG-21 benötigt wurde.